# Callitriche stenoptera
Callitriche stenoptera är en grobladsväxtart som beskrevs av Lansdown. Callitriche stenoptera ingår i släktet lånkar, och familjen grobladsväxter. Inga underarter finns listade i Catalogue of Life.